# 吸血髑髏船
『吸血髑髏船』（きゅうけつどくろせん）は、1968年に公開された松竹製作の映画作品。
併映は監督：二本松嘉瑞、主演：園井啓介の『昆虫大戦争』。

## 概要
『吸血鬼ゴケミドロ』に続く松竹の怪奇特撮映画第2弾。当時はすでにカラーでの製作が全盛となっていたが、本作はモノクロで製作されている。

### 撮影
幽霊船のシーンは、横須賀港で7000トンの船を借り切って撮影された。船内のコウモリはすべて造形物であり、18体造られた。
撮影終了後には船のオーナーから内容にクレームが入り、大幅に内容をカットしたために話がズタズタになった。脚本の小林は後年の著書「雨の日の動物園」で、試写を見て無残さに悲鳴をあげたくなる思いだったと記している。
海中のシーンはよみうりランドの大プールで撮影が行われた。秋ごろの撮影であったため、水中への飛び込みシーンがあった入川保則は、撮影後に高熱を出して寝込んだという。

## ストーリー
金塊を積んだ貨物船・竜王丸が海賊に襲撃され、乗組員は船医・西里と新妻・依子も含めて一人残らず殺害された。 
そして3年後。主犯である5人の悪漢は、山分けした金塊を元手にして別々の人生を送っていた。また、依子の双子の妹・冴子は教会に引き取られ、望月という恋人もできていた。
ある日、漂流する竜王丸を発見した冴子は、船内で依子の亡霊に遭遇する。姉の亡霊に憑依された冴子は、不気味な力で憎むべき悪漢たちへの復讐を開始する。

## スタッフ
- 監督：松野宏軌
- 脚本：下飯坂菊馬、小林久三
- 製作：猪股尭
- 撮影：加藤正幸、赤松隆司
- 音楽：西山登
- 美術：森田郷平
- 編集：太田和夫
- 録音：小林英男
- 照明：佐久間丈彦
- 調音：佐藤広文
- 協力（特撮監督）：川上景司、福田太郎（日本特撮映画株式会社）

## キャスト
- 冴子（依子の双子の妹）／依子（西里の新妻）：松岡きっこ
- 望月（冴子の恋人）：入川保則
- 西里（船医。依子の夫）：西村晃
- 田沼／明石（神父。冴子の養父）：岡田真澄（後の眞澄）
- 末次（悪漢。キャバレーの支配人）：金子信雄
- 辻（悪漢。不動産業者）：小池朝雄
- 江尻（悪漢。ギャンブル狂）：内田朝雄
- 小野（悪漢。潜水夫）：山本紀彦
- まゆみ：谷口香
- 末次早苗：柳川慶子
- 内田：内田海丹
- 警官：桔梗恵二郎
- 同僚：平野稔
- 役名無し
  - 高木均
  - 真弓田一夫
  - 建部道子
  - 竜宮城水中バレー団

## 映像ソフト
2003年4月25日に松竹からニューテレシネ・デジタルリマスター修復版DVDが発売。同日に『吸血鬼ゴケミドロ』『宇宙大怪獣ギララ』『昆虫大戦争』とセットになったDVD-BOX『S-F CUBE』も発売された。映像特典として岡田眞澄インタビューを、音声特典には樋口真嗣とみうらじゅんによるカウチコメンタリーを収録している。『S-F CUBE』にはヴィネットタイプフィギュアも付属する。